# British Empire Trophy 1950
British Empire Trophy 1950 je bila neprvenstvena dirka Formule 1 v sezoni 1950. Odvijala se je 15. junija 1950.

## Prijavljeni
| Št | Dirkač                | Moštvo                 | Konstruktor | Šasija           | Motor        |
| -- | --------------------- | ---------------------- | ----------- | ---------------- | ------------ |
| 1  | Bob Gerard            | Bob Gerard Racing      | ERA         | ERA B            | ERA L6s      |
| 2  | Reg Parnell           | Scuderia Ambrosiana    | Maserati    | Maserati 4CLT/48 | Maserati L 4 |
| 3  | David Hampshire       | Scuderia Ambrosiana    | Maserati    | Maserati 4CLT/48 | Maserati L 4 |
| 4  | David Murray          | Scuderia Ambrosiana    | ERA         | ERA B            | ERA L6s      |
| 5  | Toulo de Graffenried  | Enrico Platé           | Maserati    | Maserati 4CLT-48 | Maserati L4s |
| 6  | Princ Bira            | Enrico Platé           | Maserati    | Maserati 4CLT-48 | Maserati L4s |
| 7  | Tony Rolt             | Rob Walker Racing Team | Delage      | Delage 15S8      | Delage L 8 s |
| 8  | John Rowley           | Privatnik              | Delage      | Delage 15S8      | Delage L 8 s |
| 9  | Gordon Watson         | Privatnik              | Alta        | Alta F2          | Alta L4s     |
| 10 | Peter Walker          | Privatnik              | ERA         | ERA E            | ERA L6s      |
| 11 | Graham Whitehead      | Privatnik              | ERA         | ERA B            | ERA L6s      |
| 12 | Cuth Harrison         | Privatnik              | ERA         | ERA C            | ERA L6s      |
| 14 | Colin Murray          | Privatnik              | Maserati    | Maserati 4CL     | Maserati L4s |
| 15 | Brian Shawe-Taylor    | Privatnik              | ERA         | ERA B            | ERA L6s      |
| 16 | Joe Kelly             | Privatnik              | Maserati    | Maserati 6CM     | Maserati L4s |
| 17 | Anthony Baring        | Privatnik              | HWM         | HWM 51           | Alta L4s     |
| 18 | Bobbie Baird          | Privatnik              | Tornado     | Tornado 1        | Maserati L4s |
| 19 | Archie J. Butterworth | Privatnik              | A.J.B.      | A.J.B.           | Steyr        |

## Štartna vrsta
| _______1_______ Cuth Harrison ERA C 3:10              |                                             | _______2_______ Tony Rolt ERA B 3:12                       |                                               | _______3_______ Bob Gerard Delage 15S8 3:13       |
|                                                       | _______4_______ David Murray ERA B 3:17     |                                                            | _______5_______ Brian Shawe-Taylor ERA B 3:17 |                                                   |
| _______6_______ David Hampshire Maserati 4CLT/48 3:17 |                                             | _______7_______ Toulo de Graffenried Maserati 4CLT/48 3:19 |                                               | _______8_______ Reg Parnell Maserati 4CLT/48 3:20 |
|                                                       | _______9_______ Graham Whitehead ERA B 3:25 |                                                            | _______10_______ Joe Kelly Maserati 6CM 3:27  |                                                   |
| _______11_______ Gordon Watson Alta F2 3:36           |                                             | _______12_______ Colin Murray Maserati 4CL 3:38            |                                               | _______13_______ Princ Bira Maserati 4CLT/48      |

## Dirka
| Poz | Št | Dirkač                | Dirkalnik        | Krogi | Čas/Odstop |
| --- | -- | --------------------- | ---------------- | ----- | ---------- |
| 1   | 1  | Bob Gerard            | ERA B            | 36    | 1:59:36,8  |
| 2   | 12 | Cuth Harrison         | ERA B            | 36    | + 2'33"4   |
| 3   | 5  | Toulo de Graffenried  | Maserati 4CLT/48 | 36    | + 3'08"1   |
| 4   | 15 | Brian Shawe-Taylor    | ERA B            | 36    | + 3'19"1   |
| 5   | 3  | David Hampshire       | Maserati 4CLT/48 | 35    | +1 krog    |
| 6   | 2  | Reg Parnell           | Maserati 4CLT/48 | 35    | +1 krog    |
| 7   | 7  | Tony Rolt             | Delage 15S8      | 35    | +1 krog    |
| Ods | 11 | Graham Whitehead      | ERA B            | 25    | Pnevmatika |
| Ods | 14 | Colin Murray          | Maserati 4CL     | 19    | Trčenje    |
| Ods | 12 | Gordon Watson         | Alta F2          | 9     | Bat        |
| Ods | 6  | Prince Bira           | Maserati 4CLT/48 | 2     | Trčenje    |
| Ods | 4  | David Murray          | ERA B            | 2     | Trčenje    |
| Ods | 16 | Joe Kelly             | Maserati 6CM     | 2     | Trčenje    |
| DNS | 10 | Peter Walker          | ERA E            |       |            |
| DNS | 8  | John Rowley           | Delage 15S8      |       |            |
| DNS | 17 | Anthony Baring        | HWM              |       |            |
| DNS | 18 | Bobbie Baird          | Tornado Maserati |       |            |
| DNS | 19 | Archie J. Butterworth | A.J.B. Steyr     |       |            |